# Rafflesia gadutensis
Rafflesia gadutensis este o specie de plante parazite din genul Rafflesia, familia Rafflesiaceae, ordinul Malpighiales, descrisă de W. Meijer. Conform Catalogue of Life specia Rafflesia gadutensis nu are subspecii cunoscute.